# 乾ドック

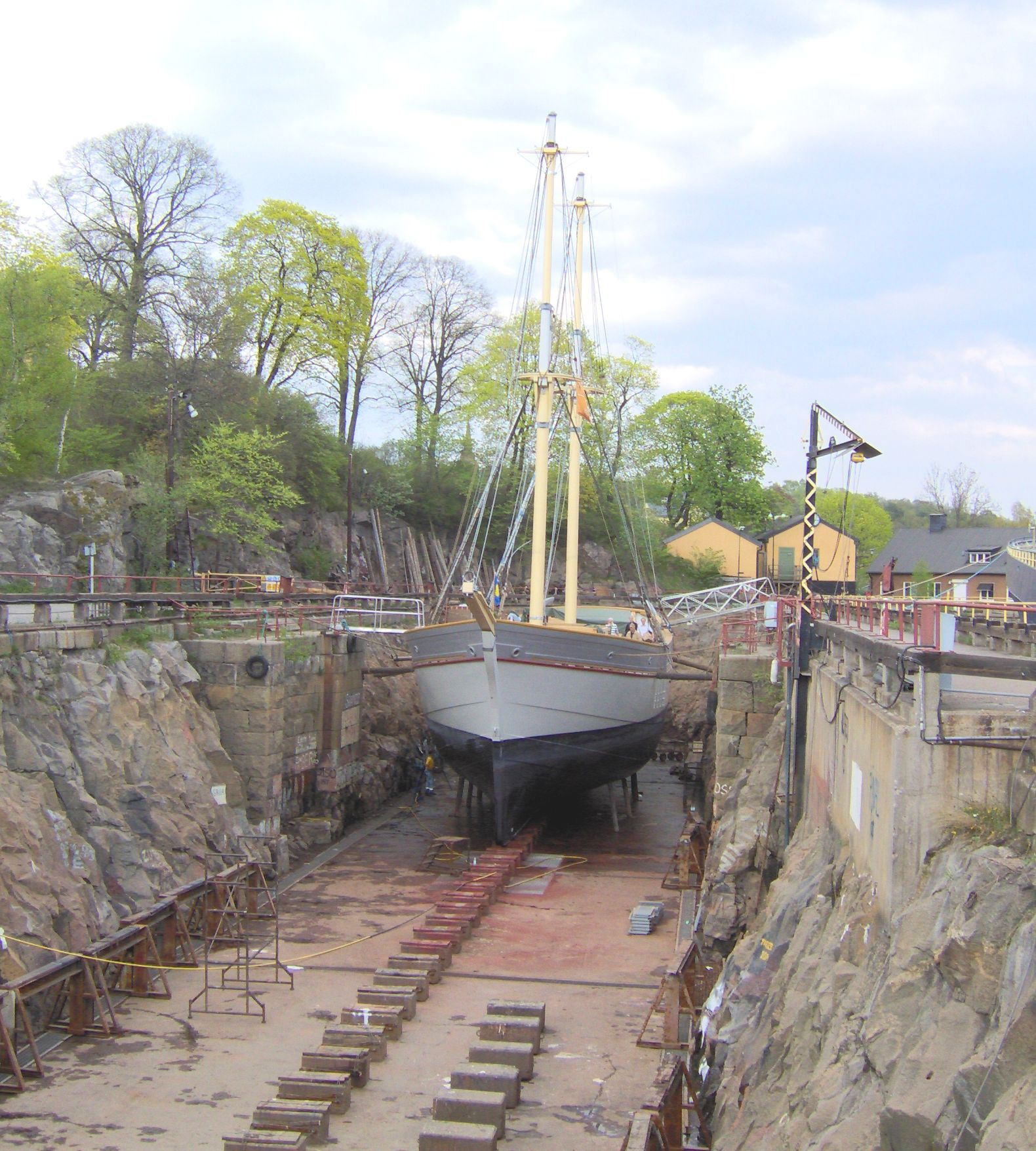
ストックホルムにある歴史の長いドライドックとその中の帆船

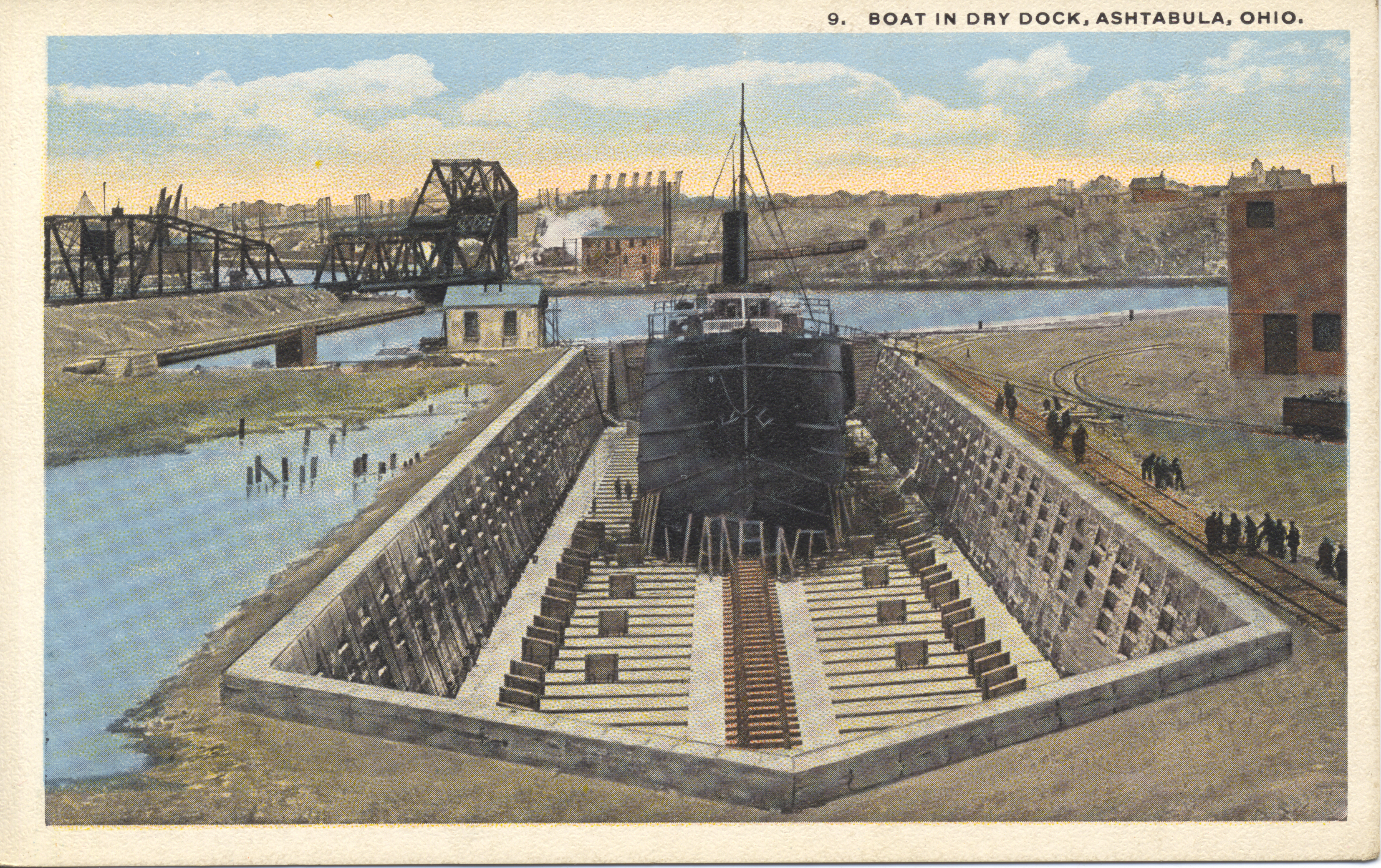
オハイオ州アシュタビューラのドライドック

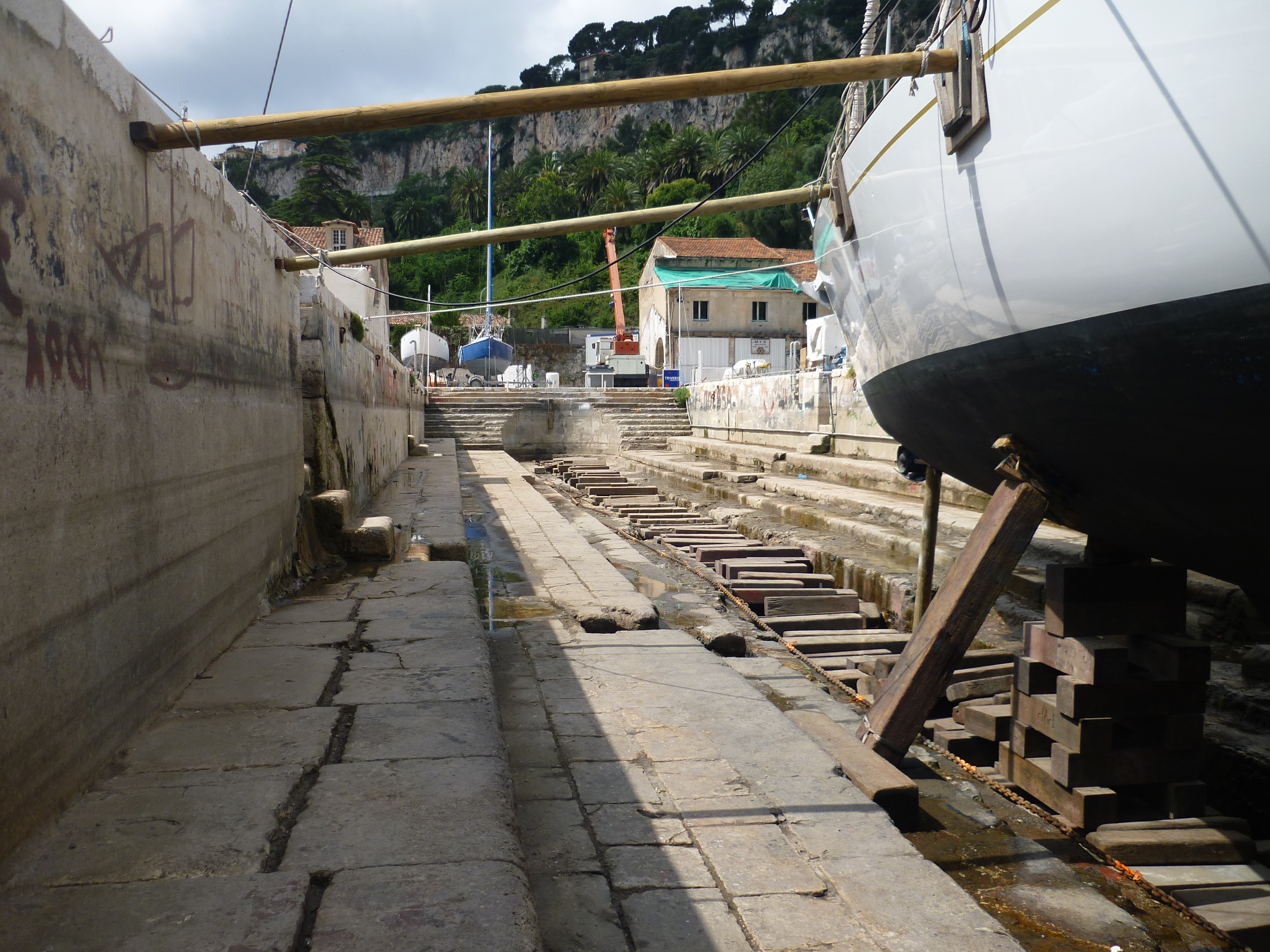
フランスヴィルのヴィルフランシュ＝シュル＝メールにあるドライドックとその中のセーリングクルーザー。船が転倒しないように船体とドック壁面の間に棒を挟んでいる。

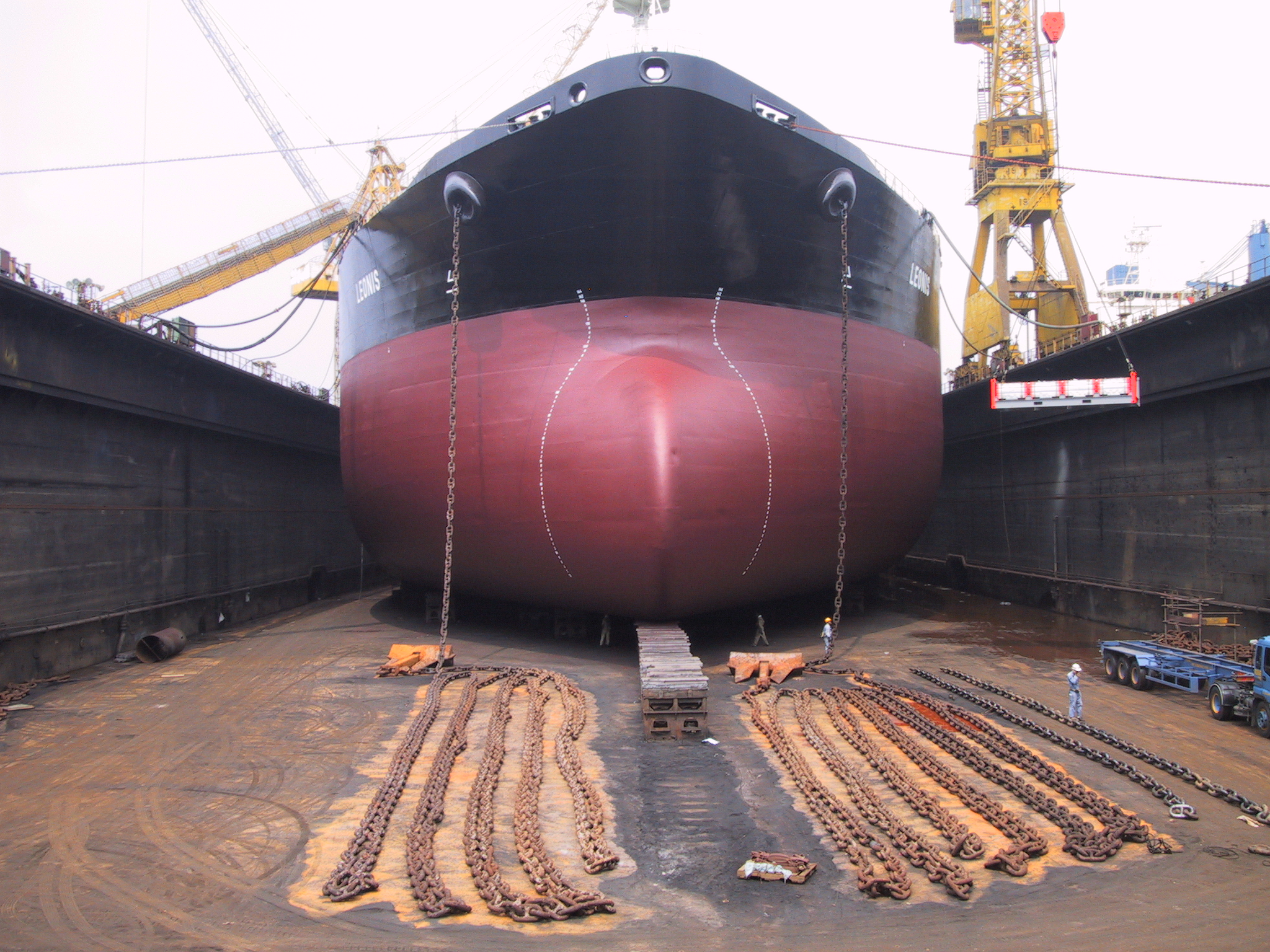
シンガポールセンバワンにある大きなドライドックとその中のタンカー

乾ドック（かんドック、英: dry dock〈ドライドック〉）とは、船体の検査や修理などのために水を抜くことができるドックのこと。船渠（せんきょ）、乾船渠（かんせんきょ）とも。
通常、単に「ドック」と言えば、この「乾ドック」のことを指す。
世界最大の乾ドックは北アイルランド・ベルファストにあり、ハーランド・アンド・ウルフ社のものである。

## 歴史
最古のドックとされるものは1495年にイングランドポーツマスに設けられたものである。ただし、9世紀ごろには中国で乾ドックのようなものが用いられていたという説もある。

## 利用の手順
盤木の設置
船舶・艦船をドックに入渠（にゅうきょ）させる前に、まず盤木と呼ばれる支えを構築しなければならない。盤木を設置することで、ドックが排水された後でも艦船を直立させておくことが可能となる。船体の形状に合ったものを設置する。いわば、船の模型を置くための台のようなものをつくるのである。盤木の材質はコンクリート、鉄、木などである。
- 盤木の設置例。設置のしかたは船底の形状による。この写真では金属製の台の上に木材をかませて船底を傷つけないようにしている。写真でも判るように、水を抜いて船底をむきだしにしてやることで、船底の塗装のはがれや傷もわかるようになる。

なお対潜水艦戦用（Anti-submarine warfare, ASW）の艦船の中には船体の下部にソナー用ドームが突き出しているものもあり、このような艦船向けのドックは、渠底にドームを収めるピットを設けている。
入渠
入渠のしかたはさまざまであるが、通常は船舶自体のエンジンで入口付近まで近づかせ、あとはロープを人の手で引くなどして定位置に引き込むことができる。船舶というのは一般に、たとえ重量がそれなりに大きくても水に浮いている間は比較的小さな力で動かすことができるものなので、多人数でロープを持つことで かなりの大きさの船舶まで人力だけで入渠させることができる。ただしあまりに巨大なタンカーや艦船の場合は通常タグボートの助けをかりて入渠する。修繕用ドックでは、船舶を引き込むためのウィンチやガイドレール等を備えている例も多い。
- 浮きドック（後述）に入渠する潜水艦

閉扉と排水
入り口の起立式や外開き式の水密性扉（ゲート）が閉められ、ドック内は海から完全に隔離される。その後、潮汐の激しい港湾部では自然排水を利用し、あるいは巨大なポンプを用いてドック内の海水を排水する。
ゲートとして扉船を使用する場合もある。扉船の内部にはタンクが設けられており、外洋から出し入れする際にはタンクを排水して浮上させるが、ドックの注排水作業はタンクを注水し浮力を殺す必要がある。なおドックを完全に排水してしまうと扉船には浮力は発生しないので、タンクは排水される。
排水の過程において、船体の位置を微調整するためにスキューバダイバーが用いられることもある。なおドックに入渠した船体は一見浮いているように見える。それは船底を盤木で支えているためである。
排水が完全に終わるには時間がかかる。
- 陸側から見たドライドックの扉の一例
- 排水用ポンプの一例

作業
排水が完了すると、必要に応じて足場などを組んで、船体の点検や整備などの作業が開始される。
- 足場を組んだ例

出渠
点検・整備などの作業が終わったら、足場類等を撤去し、ドック内に注水する。船体が浮上し、ドック内外の水位が均等になったら、ゲートを開け、船舶をドック外に曳き出す。

## 屋根つきのドック

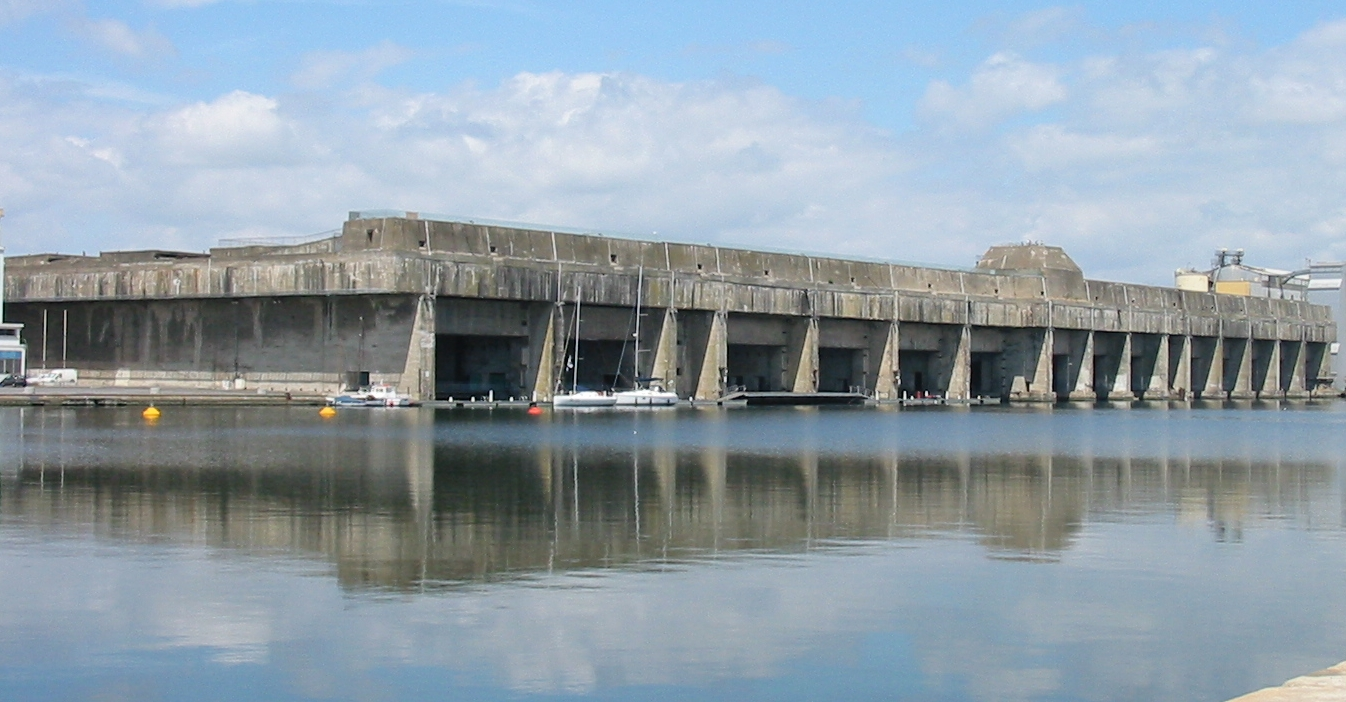
サン=ナゼールのUボート基地（Uボート・ブンカー）コンクリートで建設し、爆撃に備えた。

なお、軍用の乾ドックでは、屋根が付属していることも珍しくない。これはスパイ衛星などによる観察を防ぐためである。
第二次世界大戦中には敵の空襲をふせぐために屋根が設けられたこともある。ドイツ海軍はUボートを爆撃から守るため、強固な作りの防空壕（英：シェルター、独：ブンカー）をブレストやロリアン（いずれもフランス。当時はヴィシー政権下）に建設した。後にドイツ海軍は防空壕の中で整備や修理を行えるようにした。
今日では、潜水艦の船殻建造等、高度な溶接技術や特殊な工法を要する工程は建屋の中で行う必要があり、潜水艦建造ドック等はそのための建屋で覆われた構造のものも多い。また、弾道ミサイル潜水艦などの最高軍事機密に属する艦向けの屋根つきのドックの例もある。

## 浮ドック
フローティングドックとも呼ばれる。ドックが水中に沈み、船舶や艦船を入渠させた上で排水を行って浮上し、乾ドック同様に作業が可能な設備。浮船渠、浮船台とも言われる。
浮ドックは、台船の両側に側壁を立てたような形状で、前後方向から見ると凹型になっており、浮ドックに機関など推進装備がない場合、タグボートなどで曳航することで移動できる。浮ドックを輸送しやすくするため分割式であったりするが、自身で移動、航海できるものもあり、それらは自走浮ドックと呼ばれた。ただし、最初から移動を考慮しない浮ドックも存在し、そういった浮ドックは港湾で建設、利用された。複数のウインチを装備したものは係留ワイヤーの巻き込みと繰り出しにより多少の移動が可能なものもある。
第二次世界大戦中は港湾から遠隔地にあって十分な設備がない場合にも使用され、船内に小規模な工場を持つ工作艦（修理艦）などを同伴して応急修理を可能にした。戦後、航海できない保存船の輸送や巨大な橋などをブロック工法を用いて建造する際に浮ドックが用いられることもある。沈んだ船体をサルベージ（salvage）するためにも用いられた。ケーソン等の水中に沈める構造物を製造するためにも用いられる。
- 浮ドックと戦艦「アイオワ」。（第二次世界大戦中）
- 石灰石運搬船が入渠中の浮ドック（広島県。向島ドック）
- 前後方向から見た浮ドック

## ギャラリー
- ドライドックの模型（1783年）
- ケープタウンのロビンソン・ドライドック
- 米国ボストンにある海軍のドライドック
- 神奈川県横須賀のドライドックおよび米国艦船。ドック内に様々な資材が運び込まれ、フォークリフトなども走り回っている。
- 艦船が2杯同時に入った例
- ニューポート・ニューズ造船所にある巨大な乾ドックとその中の空母 ジェラルド・R・フォード。整備作業を終え、扉を開けドック内に海水を入れはじめたところ。写真手前側から水が流れこんでいる。しばらくすると水位が上がり、船体が浮くことになる。（2013年）
- ハワイ真珠湾のドライドックとその中のアメリカ海軍の原子力潜水艦「グリーンヴィル」。曲面的な船体を外側から整備するために大きな足場を組んでいる。（えひめ丸事故後にドック入りした際に撮影された様子）

## 脚註
1. ↑  ドックに注水する際に、扉船への注水を怠ると、大日本帝国海軍の航空母艦「信濃」のように扉船が跳ね上って外洋の海水がドック内部に突入し船体を破損してしまう。